# Jevgenij Sotnikov
Jevgenij Valerijevič Sotnikov (20. listopadu 1980 Záporoží – 6. srpna 2021) byl ukrajinský zápasník–sambista, judista.

## Sportovní kariéra
Začínal se sambem v rodném Záporoží. Vrcholově se připravoval Dněpropetrovsku pod vedením Oleksandra Voronina. V ukrajinské judistické reprezentaci se pohyboval od roku 2001. V roce 2003 vybojoval třetím místem na mistrovství světa v Osace kvalifikaci na olympijské hry v Athénách. V olympijském roce 2004 byl na jaře pozitivně testován na látku THC a dostal dvouletý zákaz startu. Zákaz se netýkal soutěží v zápasu sambo. K judu se vrátil po uplynutí trestu v roce 2006. Jeho sportovní kariéra však postupně upadala kvůli závislosti na alkoholu a drogách. Byl častým návštěvníkem policejních stanic kvůli výtržnostem. Tyto problémy mu byly z počátku promíjeny jako vrcholovému sportovci. V roce 2008 se kvalifikoval na olympijské hry v Pekingu, kde vypadl v úvodním kole. V roce 2009 v prosinci zastřelil v opilosti osmnáctiletého chlapce a byl odsouzen na doživotí, po odvolání byl trest snížen na 15 let vězení. 6. srpna 2021 byl zabit v trestanecké kolonii nacházející se na území ovládaném doněckými separatisty.

## Výsledky v judu

### Váhové kategorie
| Turnaj             | 1999       | 2000       | 2001       | 2002       | 2003       | 2004       | 2005       | 2006       | 2007       | 2008       |
| Turnaj             | 19         | 20         | 21         | 22         | 23         | 24         | 25         | 26         | 27         | 28         |
| Turnaj             | těžká váha | těžká váha | těžká váha | těžká váha | těžká váha | těžká váha | těžká váha | těžká váha | těžká váha | těžká váha |
| ------------------ | ---------- | ---------- | ---------- | ---------- | ---------- | ---------- | ---------- | ---------- | ---------- | ---------- |
| Olympijské hry     |            | —          |            |            |            | X          |            |            |            | úč.        |
| Mistrovství světa  | —          |            | —          |            | 3.         |            | X          |            | úč.        |            |
| Mistrovství Evropy | —          | —          | —          | úč.        | —          | X          | X          | 5.         | 5.         | 3.         |
| ME juniorů         | úč.        |            |            |            |            |            |            |            |            |            |

### Bez rozdílu vah
| Turnaj             | 1999 | 2000 | 2001 | 2002 | 2003 | 2004 | 2005 | 2006 | 2007 | 2008 |
| Turnaj             | 19   | 20   | 21   | 22   | 23   | 24   | 25   | 26   | 27   | 28   |
| ------------------ | ---- | ---- | ---- | ---- | ---- | ---- | ---- | ---- | ---- | ---- |
| Mistrovství světa  | —    |      | —    |      | —    |      | —    |      | —    | —    |
| Mistrovství Evropy | —    | —    | —    | —    | —    | —    | —    | 2.   | —    |      |